# Brug 987
Brug 987 is een bouwkundig kunstwerk in Amsterdam-Noord.
De betonnen brug stamt uit 1967/1968 en was nodig om een verbinding te leggen tussen de Zuiderzeeweg en de straat Werengouw en de daarnaar genoemde wijk, die in de jaren zestig was volgebouwd. Deze vaste brug voor voetgangers en fietsers werd ontworpen door Dirk Sterenberg die werkte voor de Dienst der Publieke Werken. Er werd druk gebouwd in Amsterdam en Sterenberg leverde bruggen in series. Zo lijkt deze brug op bruggen die hij in dezelfde tijd ontwierp voor het Gijsbrecht van Aemstelpark in Buitenveldert aan de andere kant van de stad. Twee platen beton opgebouwd uit liggers worden gedragen door betonnen zeshoekige brugpijlers met jukken. Een verschil kan gevonden worden in de kleur van de brugleuningen; die van brug 987 zijn wit en blauw; die in Buitenveldert groen.
Sterenberg ontwierp meer dan 170 bruggen voor Amsterdam.

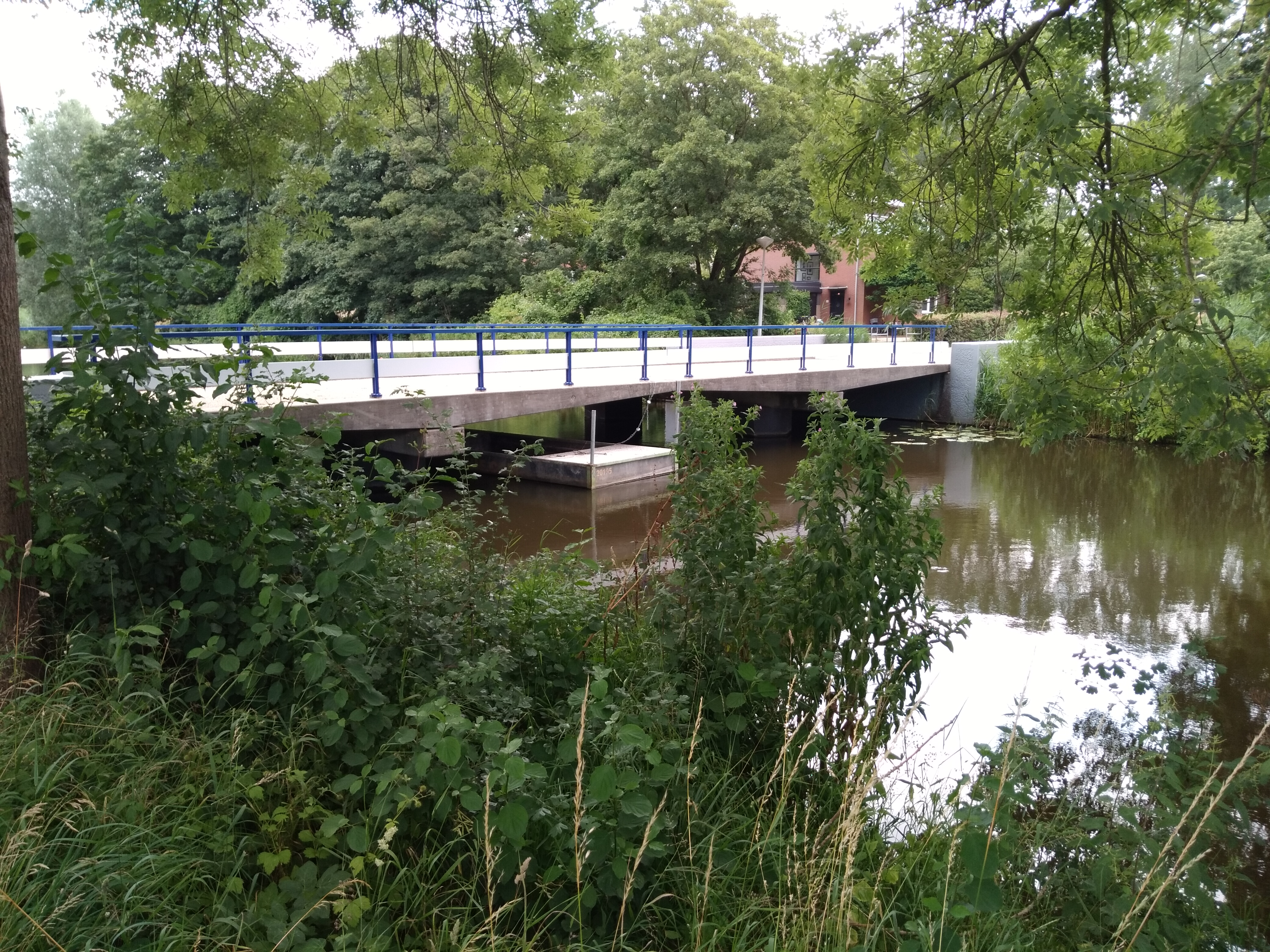
Brug 987 zijaanzicht (juli 2021)
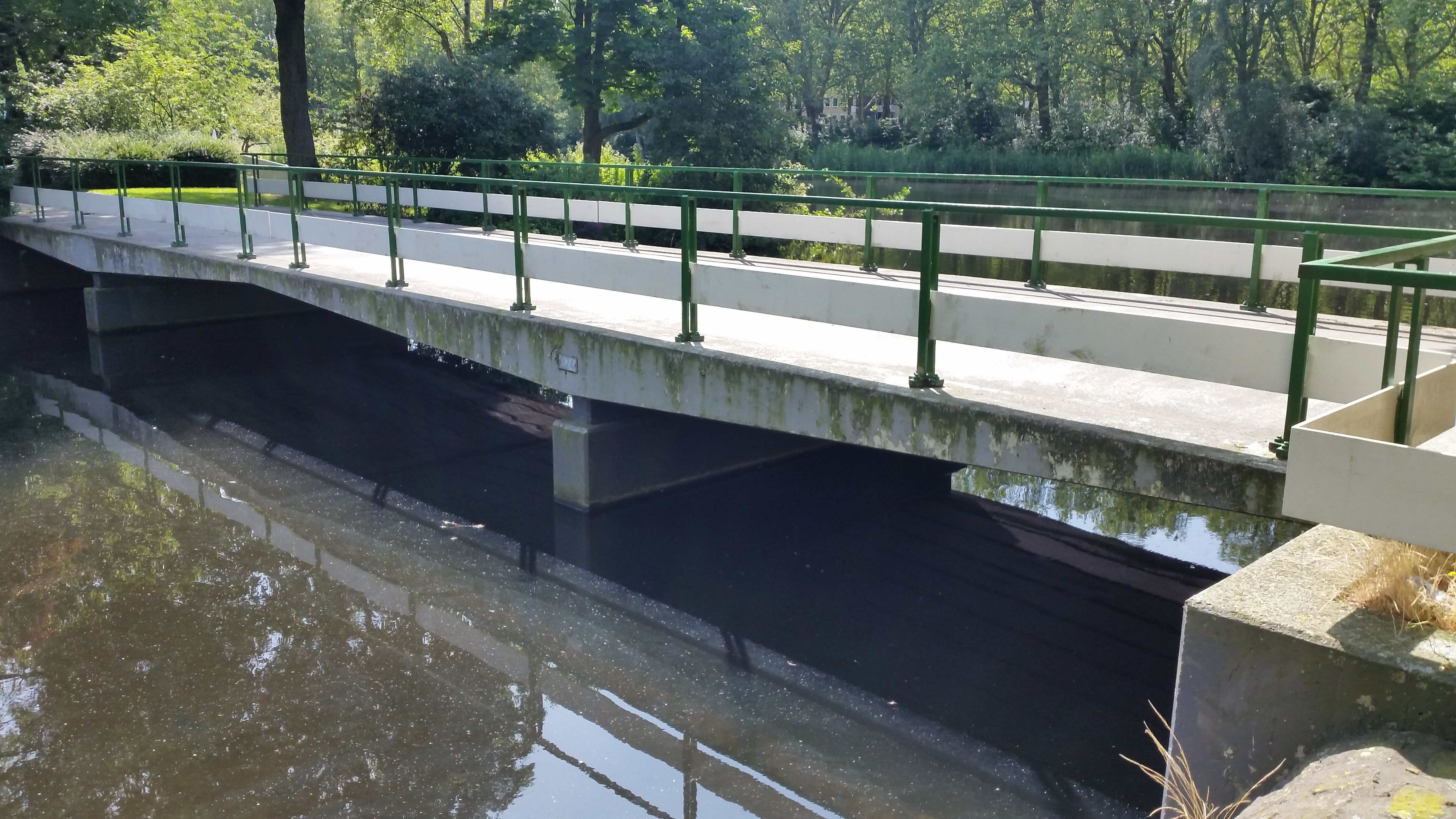
Ter vergelijking: brug 824 in Buitenveldert (juli 2019)

<<< · 900 · 901 · 904 · 905 · 906 · 907 · 908 · 909 · 912 · 913 · 914 · 915 · 916 · 917 · 918 · 919 · 920 · 923 · 924 · 930 · 932 · 933 · 934 · 935 · 936 · 937 · 939 · 943 · 944 · 945 · 946 · 947 · 948 · 949 · 950 · 951 · 952 · 953 · 954 · 956 · 957 · 958 · 959 · 960 · 961 · 962 · 963 · 964 · 965 · 966 · 967 · 968 · 970 · 971 · 972 · 973 · 974 · 975 · 978 · 979 ·  980 · 981 · 984 · 985 · 986 · 987 · 988 · 989 · 990 · 991 · 992 · 993 · 994 · 995 · 996 · 997 · 998 · 999 · >>>
Brugnummers  902, 903, 910, 911, 920, 921, 922, 925, 926, 927, 928, 929, 931, 937, 938, 940, 941, 942, 955, 969, 976, 977, 982, 983 zijn niet (meer) vergeven.